# Paparazzo

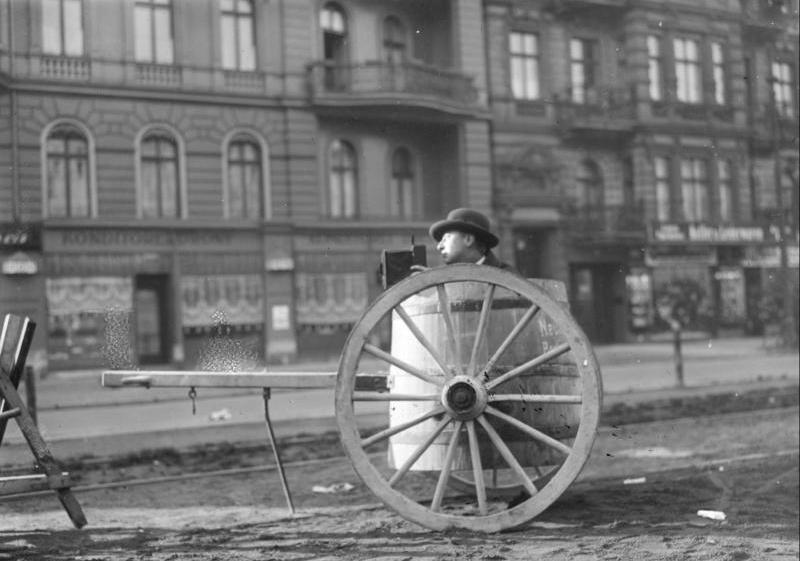
Paparazzo verstopt zich in ton, 1930

De term paparazzo verwijst naar de achternaam van de persfotograaf in de film La dolce vita van Federico Fellini. In deze film gedroeg Paparazzo zich zeer opdringerig bij het fotograferen van mensen op straat.
Fotografen van roddelbladen worden in navolging van deze figuur vaak met enige minachting paparazzi genoemd, omdat ze bij het fotograferen van beroemdheden niet terugschrikken voor schending van privacy. Een vroeg voorbeeld is de inbraak door de fotografen Willy Wilcke en Max Christian Priester in het huis van Otto von Bismarck in de nacht na diens overlijden. Ze legden het hoofd van de staatsman op een kussen en namen een foto, waarvoor een Berlijnse krant hen 30.000 Rijksmark had beloofd. Ze werden echter betrapt en gearresteerd, en de foto werd pas zestig jaar later vrijgegeven.
Foto's worden vaak tot in de achtertuin of het huis gemaakt door de grote teleobjectieven die ze gebruiken. Roddelbladen worden hiervoor geregeld voor de rechter gedaagd en veroordeeld tot het betalen van een schadevergoeding. Vaak kunnen de bladen dat financieel opvangen doordat ze veel geld verdienen met de bladverkoop.
Het negatieve imago van de paparazzi werd versterkt door het auto-ongeluk van prinses Diana in 1997, waarbij zij omkwam. De autorit was een poging om samen met haar vriend Dodi Fayed te ontsnappen aan de aandacht van enkele paparazzi, die hen bleven achtervolgen. Het verhaal wil dat ze ook bij het wrak bleven fotograferen zonder de inzittenden te helpen. Prinses Diana had hen ooit vergeleken met gieren.
In positieve zin kan een paparazzo iets toevoegen als de foto daadwerkelijk nieuwswaarde heeft. Beroemd is de eerste foto van prinses Beatrix met haar kennis Claus von Amsberg, gemaakt door fotograaf John de Rooij. Door deze foto werd bekend dat Beatrix een relatie had, die zou kunnen uitmonden in een huwelijk. Anderzijds komt het voor dat een bekend persoon via een lek een voor hem of haar gunstige foto laat maken, zonder officiële toestemming. Toen bijvoorbeeld de Nederlandse regering nog met een onderzoek bezig was naar de achtergronden van prinses Máxima (en haar ouders), wist De Telegraaf een foto te publiceren van haar vader Jorge Zorreguieta, plus de opmerking dat hij op paleis Huis ten Bosch had gelogeerd. Hierdoor werd de 'acceptatie' van vader Zorreguieta aangestuurd. In de meeste landen wordt paparazzi verweten geen beroepsethiek aan de dag te leggen. Volgens velen zijn ze op zoek naar die ene foto waar ze veel geld kunnen uit slaan. Vele Europese vorstenhuizen en mediafiguren worden dan ook (naar eigen zeggen) geteisterd door paparazzi.
Het woord paparazzo heeft geen band met het woord paparassen dat is ontleend aan het Franse paperasses, (ca. 1590, Trésor Langue Française, betekenis: onnuttige papieren).